# Portland Pirates

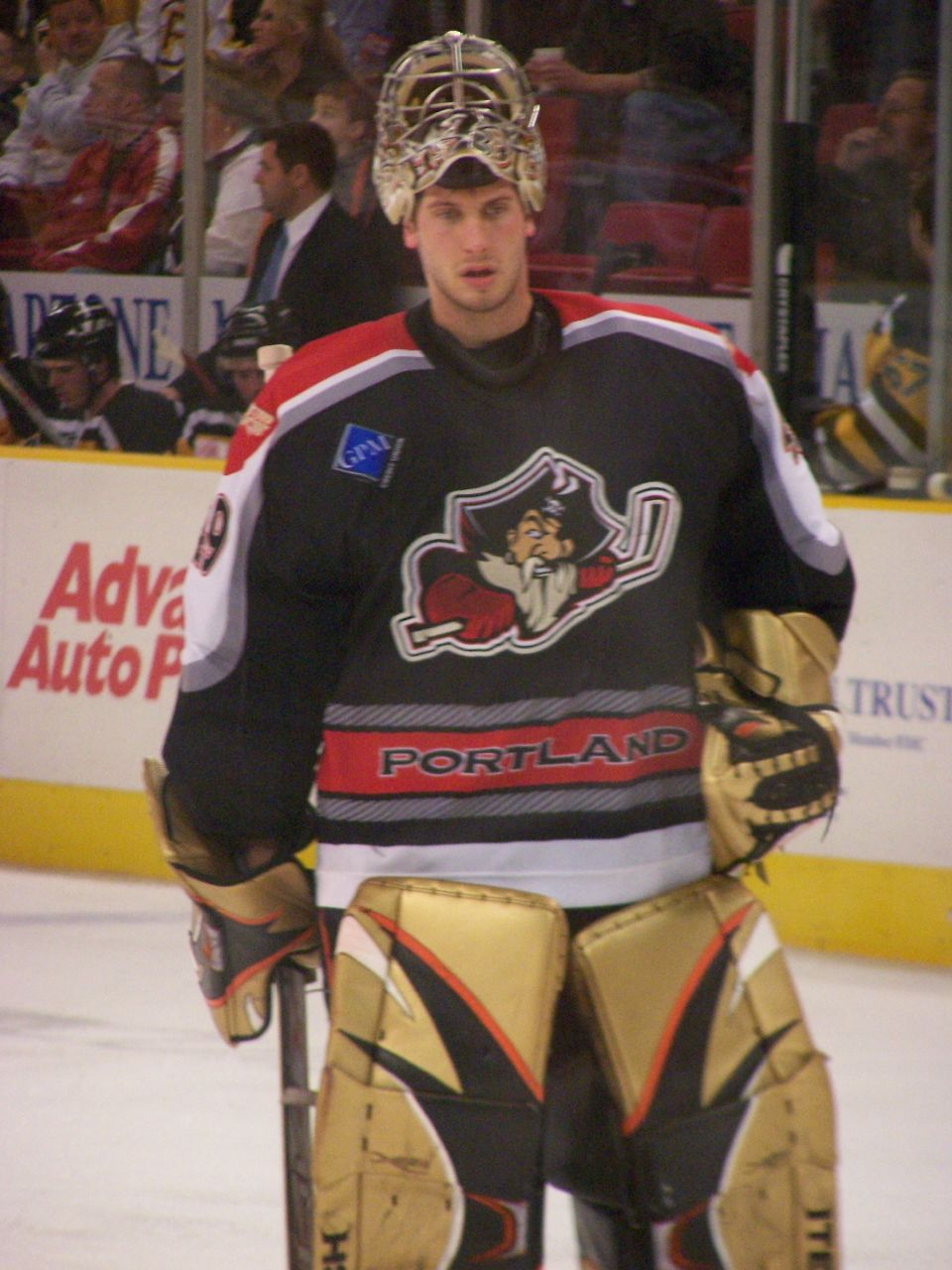
Brankář Michael Leighton míří do branky Pirates

Portland Pirates byl profesionální americký klub ledního hokeje, který sídlil v Portlandu ve státě Maine. Pod tímto názvem hrál v letech 1993-2016, předtím působil jako Baltimore Skipjacks. Největším úspěchem je zisk Calder Cupu v roce 1994. Arénou Pirates byla Cumberland County Civic Center. Klubové barvy byly černá, červená, stříbrná a bílá.

## Historie
Portland Pirates byli založeni v sezoně 1993-94 jako farma Washington Capitals. Přistěhovali se z Baltimoru, kde působili jako Baltimore Skipjacks. Přesunem do státu Maine nahradili Maine Mariners, kteří se přesunuli do Providence jako Providence Bruins. Éra pod Capitals skončila v roce 2005 po dvanácti sezonách.
První sezona týmu, 1993-94, byla dosud nejúspěšnější, podařilo se jim totiž poprvé, a zatím také naposled, vyhrát Calder Cup pro vítěze AHL. V základní části se jim podařilo vyhrát třiačtyřicetkrát. Hned v další sezoně získali 104 bodů, přesto byli vyřazeni hned v prvním kole play-off. V sezoně 1995-96 se opět dostali do finále Calder Cupu, ale porazili je Rochester Americans. V prvních čtyřech sezonách je koučoval současný kouč Nashville Predators, Barry Trotz.
Od té doby byli Pirates jako na horské dráze. V sezoně 1999-00 dosáhli opět na 100 bodů a opět vypadli hned v prvním kole play-off. V roce 2005 tým oznámil prodloužení smlouvy s arénou Cumberland County Civic Center, čímž ukončili spekulace o možném přemístění týmu. Také podepsali tříletou smlouvu jako hlavní farma Anaheim Ducks, v roce 2008 ale dali Ducks přednost týmu Iowa Chops. V play-off 2006 se vydali na spanilou jízdu, nakonec ale nedokázali zdolat Hershey Bears v dramatické sedmizápasové sérii.
V letech 2003 a 2010 se v Portlandu hrálo Utkání hvězd AHL.

### Buffalo Sabres
V červnu 2008 se Pirates dohodli s Buffalo Sabres a stále jsou jejich hlavní farmou. V srpnu stejného roku prodloužili smlouvu s koučem Kevinem Dineenem. 10. února 2009 hráli poprvé před 11 tisíci lidmi a to v buffalské HSBC Areně proti Albany River Rats. Fanoušci Sabres byli překvapení tvrdou hrou a vysokým počtem bitek a tak se rozhodli, že v sezoně 2009-10 zde budou Pirates hrát hned dvakrát - pokaždé s bývalou farmou Sabres, Rochester Americans. 17. března 2010 opět prodloužili smlouvu s arénou Cumberland County Civic Center, budou ji využívat další dva roky. Ve smlouvě stálo, že Pirates už nebudou hrát další zápasy v Buffalu. V reportáži portlandské televize WCSH-TV, která byla odvysílána 23. června 2010 bylo zveřejněno, že portlandský stavitel Jason Snyder chce postavit novou arénu pro osm tisíc fanoušků u silnice Maine Turnpike, buď v Portlandu, nebo v nedalekém Westbrooku. Pirates pak budou hlavním týmem hrajícím v aréně, dalším týmem budou basketballoví Maine Red Claws a v aréně se budou také pořádat velké koncerty.

### Phoenix Coyotes
Od sezony 2011/2012 byl celek farmou Phoenix Coyotes. Spolupráce byla ukončena v roce 2015. Za čtyři sezony se klub dvakrát dostal do play off.

### Florida Panthers
V sezoně 2015/16 byl klub záložním celkem Floridy Panthers. Po jejím skončení se klub přestěhoval a v současnosti působí pod názvem Springfield Thunderbirds.

## Úspěchy klubu
- Vítěz AHL - 1× (1993/94)
- Vítěz konference - 1× (1995/96)
- Vítěz divize - 2× (2005/06, 2010/11)

## Výsledky

### Základní část
Zdroj: 
| Sezona  | Zápasy | Výhry | Prohry | Remízy | Prohry(pr.) | Prohry(s.n.) | Body | Góly vstřelené | Góly inkasované | Umístění v divizi |
| ------- | ------ | ----- | ------ | ------ | ----------- | ------------ | ---- | -------------- | --------------- | ----------------- |
| 1993/94 | 80     | 43    | 27     | 10     | —           | —            | 96   | 328            | 269             | 2. v Severní      |
| 1994/95 | 80     | 46    | 22     | 12     | —           | —            | 104  | 333            | 233             | 2. v Severní      |
| 1995/96 | 80     | 32    | 34     | 10     | 4           | —            | 78   | 282            | 283             | 3. v Severní      |
| 1996/97 | 80     | 37    | 26     | 10     | 7           | —            | 91   | 279            | 264             | 3. v New England  |
| 1997/98 | 80     | 33    | 33     | 12     | 2           | —            | 80   | 241            | 247             | 3. v Atlantické   |
| 1998/99 | 80     | 23    | 48     | 7      | 2           | —            | 55   | 214            | 273             | 5. v Atlantické   |
| 1999/00 | 80     | 46    | 23     | 10     | 1           | —            | 103  | 256            | 202             | 2. v New England  |
| 2000/01 | 80     | 34    | 40     | 4      | 2           | —            | 74   | 250            | 280             | 5. ve New England |
| 2001/02 | 80     | 30    | 31     | 15     | 4           | —            | 79   | 220            | 225             | 4. v Severní      |
| 2002/03 | 80     | 33    | 28     | 13     | 6           | —            | 85   | 221            | 195             | 4. v Severní      |
| 2003/04 | 80     | 32    | 27     | 13     | 8           | —            | 85   | 156            | 160             | 5. v Atlantické   |
| 2004/05 | 80     | 34    | 34     | —      | 6           | 6            | 80   | 175            | 242             | 6. v Atlantické   |
| 2005/06 | 80     | 53    | 19     | —      | 5           | 3            | 114  | 306            | 241             | 1. v Atlantické   |
| 2006/07 | 80     | 37    | 31     | —      | 3           | 9            | 86   | 225            | 232             | 6. v Atlantické   |
| 2007/08 | 80     | 45    | 26     | —      | 5           | 4            | 99   | 238            | 215             | 3. v Atlantické   |
| 2008/09 | 80     | 39    | 31     | —      | 3           | 7            | 88   | 249            | 239             | 3. v Atlantické   |
| 2009/10 | 80     | 45    | 24     | —      | 7           | 4            | 101  | 244            | 214             | 2. v Atlantické   |
| 2010/11 | 79     | 47    | 24     | —      | 6           | 2            | 102  | 279            | 236             | 1. v Atlantické   |
| 2011/12 | 76     | 36    | 31     | —      | 4           | 5            | 81   | 223            | 254             | 3. v Atlantické   |
| 2012/13 | 76     | 41    | 30     | —      | 3           | 2            | 87   | 230            | 233             | 2. v Atlantické   |
| 2013/14 | 76     | 24    | 39     | —      | 3           | 10           | 61   | 222            | 284             | 5. v Atlantické   |
| 2014/15 | 76     | 39    | 28     | —      | 7           | 2            | 87   | 203            | 190             | 4. v Atlantické   |
| 2015/16 | 76     | 41    | 27     | —      | 6           | 2            | 90   | 215            | 207             | 4. v Atlantické   |

### Play-off
Zdroj: 
| Sezona  | předkolo                   | 1. kolo                    | 2. kolo                    | Finále konference                   | Finále Calder Cupu         |
| ------- | -------------------------- | -------------------------- | -------------------------- | ----------------------------------- | -------------------------- |
| 1993/94 | —                          | postup, 4–1, Albany        | postup, 4–2, Adirondack    | volný postup                        | Vítěz AHL, 4–2, Monscon    |
| 1994/95 | —                          | porážka, 3–4, Providence   | —                          | —                                   | —                          |
| 1995/96 | —                          | postup, 3–1, Worcester     | postup, 4–2, Springfield   | postup, 4–3, Saint John             | Finále AHL, 3–4, Rochester |
| 1996/97 | —                          | porážka, 2–3, Springfield  | —                          | —                                   | —                          |
| 1997/98 | —                          | postup, 3–1, Fredericton   | porážka, 2–4, Saint John   | —                                   | —                          |
| 1998/99 | mužstvo se nekvalifikovalo | mužstvo se nekvalifikovalo | mužstvo se nekvalifikovalo | mužstvo se nekvalifikovalo          | mužstvo se nekvalifikovalo |
| 1999/00 | —                          | porážka, 1–3, Worcester    | —                          | —                                   | —                          |
| 2000/01 | —                          | porážka, 0–3, Saint John   | —                          | —                                   | —                          |
| 2001/02 | mužstvo se nekvalifikovalo | mužstvo se nekvalifikovalo | mužstvo se nekvalifikovalo | mužstvo se nekvalifikovalo          | mužstvo se nekvalifikovalo |
| 2002/03 | porážka, 1–2, Manitoba     | —                          | —                          | —                                   | —                          |
| 2003/04 | postup, 2–0, Providence    | porážka, 1–4, Hartford     | —                          | —                                   | —                          |
| 2004/05 | mužstvo se nekvalifikovalo | mužstvo se nekvalifikovalo | mužstvo se nekvalifikovalo | mužstvo se nekvalifikovalo          | mužstvo se nekvalifikovalo |
| 2005/06 | —                          | postup, 4–2, Providence    | postup, 4–2, Hartford      | porážka, 3–4, Hershey               | —                          |
| 2006/07 | mužstvo se nekvalifikovalo | mužstvo se nekvalifikovalo | mužstvo se nekvalifikovalo | mužstvo se nekvalifikovalo          | mužstvo se nekvalifikovalo |
| 2007/08 | —                          | postup, 4–1, Hartford      | postup, 4–2, Providence    | porážka, 3–4, Wilkes-Barre/Scranton | —                          |
| 2008/09 | —                          | porážka, 1–4, Providence   | —                          | —                                   | —                          |
| 2009/10 | —                          | porážka, 0–4, Manchester   | —                          | —                                   | —                          |
| 2010/11 | —                          | postup, 4–2, Connecticut   | porážka, 2-4, Binghamton   | —                                   | —                          |
| 2011/12 | mužstvo se nekvalifikovalo | mužstvo se nekvalifikovalo | mužstvo se nekvalifikovalo | mužstvo se nekvalifikovalo          | mužstvo se nekvalifikovalo |
| 2012/13 | —                          | porážka, 0–3, Syracuse     | —                          | —                                   | —                          |
| 2013/14 | mužstvo se nekvalifikovalo | mužstvo se nekvalifikovalo | mužstvo se nekvalifikovalo | mužstvo se nekvalifikovalo          | mužstvo se nekvalifikovalo |
| 2014/15 | —                          | porážka, 2–3, Manchester   | —                          | —                                   | —                          |
| 2015/16 | —                          | porážka, 2–3, Hershey      | —                          | —                                   | —                          |

## Klubové rekordy

### Za sezonu
Góly: 41,  Michal Picard (1993/94)
Asistence: 73,  Jeff Nelson (1993/94)
Body: 107,  Jeff Nelson (1993/94)
Body (od obránce): 60,  Marc-Andre Gragnani (2010/11)
Trestné minuty: 355,  Mark Major(1997/98)
Průměr obdržených branek: 1.99,  Maxime Ouellet (2003/04)
Procento úspěšnosti zákroků: .930  Maxime Ouellet (2003/04)

### Celkové
Góly: 147,  Ken Hulst
Asistence: 224,  Andrew Brunette
Body: 360,  Ken Hulst
Trestné minuty: 797,  Kevin Kaminski
Čistá konta: 17,  Maxime Ouellet
Vychytaná vítězství: 79,  Martin Brochu
Odehrané zápasy: 473,  Kent Hulst